# Danmark i Eurovision Song Contest
Danmark debuterede i Det Europæiske Melodi Grand Prix i 1957 og har medvirket de fleste år siden. Udvælgelsen af den danske deltager er siden begyndelsen i 1957 blevet fundet i Dansk Melodi Grand Prix.
Danmark har haft ganske pæn succes i konkurrencen og vundet tre gange, i 1963 med sangen "Dansevise" fremført af Grethe & Jørgen Ingmann, i 2000 med "Fly on the Wings of Love", fremført af Brødrene Olsen og endelig i 2013 med "Only Teardrops", sunget af Emmelie de Forest.

## Historisk gennemgang
Danmarks Radio havde egentlig planlagt at deltage i den første konkurrence i 1956, men tilmeldingen kom for sent. Året efter debuterede man med "Skibet skal sejle i nat", sunget af Birthe Wilke og Gustav Winckler. Herefter deltog Danmark til og med 1966, hvorefter DR valgte at melde sig ud og i stedet bruge penge på andre aktiviteter. I 1978 vendte Danmark dog tilbage og har deltaget lige siden, bortset fra fire år: I 1994 og 2003 var Danmark udelukket på grund af dårlige placeringer året før, i 1998 pga. et lavt pointgennemsnit i de foregående fem år, og i 1996 klarede det danske bidrag sig ikke igennem den særlige forhåndsudvælgelse, der blev anvendt dette år.
Med de tre sejre i Eurovision Song Contest har Danmark været vært for konkurrencen tre gange, i 1964 i Tivolis Koncertsal i 2001 i Parken, i 2014 i B&W-hallerne på Refshaleøen i København.
Udover de tre sejre har Danmark opnået en enkelt andenplads i 2001 med Rollo & King og sangen "Never Ever Let You Go", samt tre tredjepladser, i 1957, 1988 og 1989. Den foreløbig eneste sidsteplads kom i 2002 med "Tell Me Who You Are", sunget af Malene Mortensen.
Danmark var desuden vært for jubilæumsshowet Congratulations, der blev afholdt i 2005 i Forum, København. Her konkurrerede 14 sange fra tidligere Eurovision Song Contests om at blive kåret som den bedste sang i Eurovision-sammenhæng. Blandt de 14 deltagende sange var i øvrigt "Fly On The Wings of Love".

## Danske repræsentanter
Nøgle
     Vinder
     Anden plads
     Tredje plads
     Sidste plads
     Deltager valgt, men konkurrerede ikke
| År                                                               | Kunstner                         | Sang                                                               | Sprog                        | Oversættelse               | Finale             | Point              | Semi                        | Point                       |
| ---------------------------------------------------------------- | -------------------------------- | ------------------------------------------------------------------ | ---------------------------- | -------------------------- | ------------------ | ------------------ | --------------------------- | --------------------------- |
| 1957                                                             | Birthe Wilke & Gustav Winckler   | "Skibet skal sejle i nat"                                          | Dansk                        | —                          | 3                  | 10                 | Ingen semifinaler           | Ingen semifinaler           |
| 1958                                                             | Raquel Rastenni                  | "Jeg rev et blad ud af min dagbog"                                 | Dansk                        | —                          | 8                  | 3                  | Ingen semifinaler           | Ingen semifinaler           |
| 1959                                                             | Birthe Wilke                     | "Uh jeg ville ønske jeg var dig"                                   | Dansk                        | —                          | 5                  | 12                 | Ingen semifinaler           | Ingen semifinaler           |
| 1960                                                             | Katy Bødtger                     | "Det var en yndig tid"                                             | Dansk                        | —                          | 10                 | 4                  | Ingen semifinaler           | Ingen semifinaler           |
| 1961                                                             | Dario Campeotto                  | "Angelique"                                                        | Dansk                        | —                          | 5                  | 12                 | Ingen semifinaler           | Ingen semifinaler           |
| 1962                                                             | Ellen Winther                    | "Vuggevise"                                                        | Dansk                        | —                          | 10                 | 2                  | Ingen semifinaler           | Ingen semifinaler           |
| 1963                                                             | Grethe & Jørgen Ingmann          | "Dansevise"                                                        | Dansk                        | —                          | 1                  | 42                 | Ingen semifinaler           | Ingen semifinaler           |
| 1964                                                             | Bjørn Tidmand                    | "Sangen om dig"                                                    | Dansk                        | —                          | 9                  | 4                  | Ingen semifinaler           | Ingen semifinaler           |
| 1965                                                             | Birgit Brüel                     | "For din skyld"                                                    | Dansk                        | —                          | 7                  | 10                 | Ingen semifinaler           | Ingen semifinaler           |
| 1966                                                             | Ulla Pia                         | "Stop - mens legen er go'"                                         | Dansk                        | —                          | 14                 | 4                  | Ingen semifinaler           | Ingen semifinaler           |
| Deltog ikke i perioden 1967-1977                                 |                                  |                                                                    |                              |                            |                    |                    |                             |                             |
| 1978                                                             | Mabel                            | "Boom Boom"                                                        | Dansk                        | —                          | 16                 | 13                 | Ingen semifinaler           | Ingen semifinaler           |
| 1979                                                             | Tommy Seebach                    | "Disco Tango"                                                      | Dansk                        | —                          | 6                  | 76                 | Ingen semifinaler           | Ingen semifinaler           |
| 1980                                                             | Bamses Venner                    | "Tænker altid på dig"                                              | Dansk                        | —                          | 14                 | 25                 | Ingen semifinaler           | Ingen semifinaler           |
| 1981                                                             | Tommy Seebach & Debbie Cameron   | "Krøller eller ej"                                                 | Dansk                        | —                          | 11                 | 41                 | Ingen semifinaler           | Ingen semifinaler           |
| 1982                                                             | Brixx                            | "Video, video"                                                     | Dansk                        | —                          | 17                 | 5                  | Ingen semifinaler           | Ingen semifinaler           |
| 1983                                                             | Gry Johansen                     | "Kloden drejer"                                                    | Dansk                        | —                          | 17                 | 16                 | Ingen semifinaler           | Ingen semifinaler           |
| 1984                                                             | Hot Eyes                         | "Det' lige det"                                                    | Dansk                        | —                          | 4                  | 101                | Ingen semifinaler           | Ingen semifinaler           |
| 1985                                                             | Hot Eyes                         | "Sku' du spørg' fra no'en?"                                        | Dansk                        | —                          | 11                 | 41                 | Ingen semifinaler           | Ingen semifinaler           |
| 1986                                                             | Trax                             | "Du er fuld af løgn"                                               | Dansk                        | —                          | 6                  | 77                 | Ingen semifinaler           | Ingen semifinaler           |
| 1987                                                             | Anne-Cathrine Herdorf & Drengene | "En lille melodi"                                                  | Dansk                        | —                          | 5                  | 83                 | Ingen semifinaler           | Ingen semifinaler           |
| 1988                                                             | Kirsten & Søren                  | "Ka' du se hva' jeg sa'?"                                          | Dansk                        | —                          | 3                  | 92                 | Ingen semifinaler           | Ingen semifinaler           |
| 1989                                                             | Birthe Kjær                      | "Vi maler byen rød"                                                | Dansk                        | —                          | 3                  | 111                | Ingen semifinaler           | Ingen semifinaler           |
| 1990                                                             | Lonnie Devantier                 | "Hallo hallo"                                                      | Dansk                        | —                          | 8                  | 64                 | Ingen semifinaler           | Ingen semifinaler           |
| 1991                                                             | Anders Frandsen                  | "Lige der hvor hjertet slår"                                       | Dansk                        | —                          | 19                 | 8                  | Ingen semifinaler           | Ingen semifinaler           |
| 1992                                                             | Lotte Nilsson & Kenny Lübcke     | "Alt det som ingen ser"                                            | Dansk                        | —                          | 12                 | 47                 | Ingen semifinaler           | Ingen semifinaler           |
| 1993                                                             | Tommy Seebach Band               | "Under stjernerne på himlen"                                       | Dansk                        | —                          | 22                 | 9                  | Kvalifikacija za Millstreet | Kvalifikacija za Millstreet |
| Deltog ikke i 1994 på grund af placeringen året før              |                                  |                                                                    |                              |                            |                    |                    |                             |                             |
| 1995                                                             | Aud Wilken                       | "Fra Mols til Skagen"                                              | Dansk                        | —                          | 5                  | 92                 | Ingen semifinaler           | Ingen semifinaler           |
| 1996                                                             | Dorthe Andersen og Martin Loft   | "Kun med dig"                                                      | Dansk                        | —                          | Ikke kvalificeret  | Ikke kvalificeret  | 25                          | 22                          |
| 1997                                                             | Kølig Kaj                        | "Stemmen i mit liv"                                                | Dansk                        | —                          | 16                 | 25                 | Ingen semifinaler           | Ingen semifinaler           |
| Deltog ikke i 1998 på grund af lave pointtal de forgående fem år |                                  |                                                                    |                              |                            |                    |                    |                             |                             |
| 1999                                                             | Michael Teschl & Trine Jepsen    | "This Time I Mean It" ("Denne gang")                               | Engelsk                      | Denne gang mener jeg det   | 8                  | 71                 | Ingen semifinaler           | Ingen semifinaler           |
| 2000                                                             | Olsen Brothers                   | "Fly on the Wings of Love" ("Smuk som et stjerneskud")             | Engelsk                      | Flyv på kærlighedsvingerne | 1                  | 195                | Ingen semifinaler           | Ingen semifinaler           |
| 2001                                                             | Rollo & King                     | "Never Ever Let You Go" ("Der står et billede af dig på mit bord") | Engelsk                      | Lader dig aldrig gå        | 2                  | 177                | Ingen semifinaler           | Ingen semifinaler           |
| 2002                                                             | Malene                           | "Tell Me Who You Are" ("Vis mig hvem du er")                       | Engelsk                      | Fortæl mig hvem du er      | 24                 | 7                  | Ingen semifinaler           | Ingen semifinaler           |
| Deltog ikke i 2003 på grund af placeringen året før              |                                  |                                                                    |                              |                            |                    |                    |                             |                             |
| 2004                                                             | Tomas Thordarson                 | "Shame on You" ("Sig' det' løgn")                                  | Engelsk                      | Skam dig                   | Ikke kvalificeret  | Ikke kvalificeret  | 13                          | 56                          |
| 2005                                                             | Jakob Sveistrup                  | "Talking to You" ("Tænder på dig")                                 | Engelsk                      | Taler til dig              | 9                  | 125                | 3                           | 185                         |
| 2006                                                             | Sidsel Ben Semmane               | "Twist of Love"                                                    | Engelsk                      | Kærlighedstwist            | 18                 | 26                 | Top 10 året før             | Top 10 året før             |
| 2007                                                             | DQ                               | "Drama Queen"                                                      | Engelsk                      | —                          | Ikke kvalificeret  | Ikke kvalificeret  | 19                          | 45                          |
| 2008                                                             | Simon Mathew                     | "All Night Long"                                                   | Engelsk                      | Hele natten lang           | 15                 | 60                 | 3                           | 112                         |
| 2009                                                             | Brinck                           | "Believe Again"                                                    | Engelsk                      | Tro igen                   | 13                 | 74                 | 8                           | 69                          |
| 2010                                                             | Chanée & N'evergreen             | "In a Moment Like This"                                            | Engelsk                      | I et øjeblik som dette     | 4                  | 149                | 5                           | 101                         |
| 2011                                                             | A Friend in London               | "New Tomorrow"                                                     | Engelsk                      | Ny morgendag               | 5                  | 134                | 2                           | 135                         |
| 2012                                                             | Soluna Samay                     | "Should've Known Better"                                           | Engelsk                      | Skulle have vidst bedre    | 23                 | 21                 | 9                           | 63                          |
| 2013                                                             | Emmelie de Forest                | "Only Teardrops"                                                   | Engelsk                      | Kun tårer                  | 1                  | 281                | 1                           | 167                         |
| 2014                                                             | Basim                            | "Cliche Love Song"                                                 | Engelsk                      | Cliche kærlighedssang      | 9                  | 74                 | Værtsland                   | Værtsland                   |
| 2015                                                             | Anti Social Media                | "The Way You Are"                                                  | Engelsk                      | Sådan du er                | Ikke kvalificeret  | Ikke kvalificeret  | 13                          | 33                          |
| 2016                                                             | Lighthouse X                     | "Soldiers of Love"                                                 | Engelsk                      | Kærlighedssoldater         | Ikke kvalificeret  | Ikke kvalificeret  | 17                          | 34                          |
| 2017                                                             | Anja                             | "Where I Am"                                                       | Engelsk                      | Hvor jeg er                | 20                 | 77                 | 10                          | 101                         |
| 2018                                                             | Rasmussen                        | "Higher Ground"                                                    | Engelsk                      | Højere grund               | 9                  | 226                | 5                           | 204                         |
| 2019                                                             | Leonora                          | "Love Is Forever"                                                  | Engelsk, fransk, dansk, tysk | Kærlighed er for evigt     | 12                 | 120                | 10                          | 94                          |
| 2020                                                             | Ben & Tan                        | "Yes"                                                              | Engelsk                      | Ja                         | Konkurrence aflyst | Konkurrence aflyst | Konkurrence aflyst          | Konkurrence aflyst          |
| 2021                                                             | Fyr og Flamme                    | "Øve os på hinanden"                                               | Dansk                        | —                          | Ikke kvalificeret  | Ikke kvalificeret  | 11                          | 89                          |
| 2022                                                             | Reddi                            | "The Show"                                                         | Engelsk                      | Showet                     | Ikke kvalificeret  | Ikke kvalificeret  | 13                          | 55                          |
| 2023                                                             | Reiley                           | "Breaking My Heart"                                                | Engelsk                      | Knuser mit hjerte          | Ikke kvalificeret  | Ikke kvalificeret  | 14                          | 6                           |
| 2024                                                             | Saba                             | "Sand"                                                             | Engelsk                      | —                          | Ikke kvalificeret  | Ikke kvalificeret  | 12                          | 36                          |
| 2025                                                             | Sissal                           | "Hallucination"                                                    | Engelsk                      | —                          | 23                 | 47                 | 8                           | 61                          |
| 2026                                                             | TBD 14. februar 2026             | TBD 14. februar 2026                                               | TBD 14. februar 2026         | TBD 14. februar 2026       |                    |                    |                             |                             |

## Pointstatistik (1957-2025)

### Flest point til og fra - top 5
NB: Kun point givet i finalerne er talt med.
| Danmark har givet flest point til | Danmark har givet flest point til | Danmark har givet flest point til |
| Placering                         | Land                              | Point                             |
| --------------------------------- | --------------------------------- | --------------------------------- |
| 1                                 | Sverige                           | 428                               |
| 2                                 | Norge                             | 209                               |
| 3                                 | Tyskland                          | 194                               |
| 4                                 | Storbritannien                    | 170                               |
| 5                                 | Schweiz                           | 149                               |

| Danmark har modtaget flest point fra | Danmark har modtaget flest point fra | Danmark har modtaget flest point fra |
| Placering                            | Land                                 | Point                                |
| ------------------------------------ | ------------------------------------ | ------------------------------------ |
| 1                                    | Norge                                | 221                                  |
| 2                                    | Sverige                              | 214                                  |
| 3                                    | Island                               | 200                                  |
| 4                                    | Storbritannien                       | 155                                  |
| 5                                    | Holland                              | 142                                  |

### 12 point (til og fra)
NB: Kun 12 point givet i finalerne siden er talt med.
| Danmark har modtaget 12 point fra | Danmark har modtaget 12 point fra                                                     | Danmark har modtaget 12 point fra |
| År                                | Jury                                                                                  | Televoting                        |
| --------------------------------- | ------------------------------------------------------------------------------------- | --------------------------------- |
| 1979                              | Grækenland, Israel                                                                    | Ingen separat televoting          |
| 1981                              | Belgien                                                                               | Ingen separat televoting          |
| 1984                              | Norge, Storbritannien                                                                 | Ingen separat televoting          |
| 1988                              | Frankrig, Holland, Østrig                                                             | Ingen separat televoting          |
| 1989                              | Holland, Finland, Sverige                                                             | Ingen separat televoting          |
| 1995                              | Norge, Sverige                                                                        | Ingen separat televoting          |
| 1999                              | Island                                                                                | Ingen separat televoting          |
| 2000                              | Irland, Island, Israel, Letland, Rusland, Storbritannien, Sverige, Tyskland           | Ingen separat televoting          |
| 2001                              | Estland, Irland, Island, Kroatien, Norge, Tyskland                                    | Ingen separat televoting          |
| 2005                              | Norge                                                                                 | Ingen separat televoting          |
| 2008                              | Island, Norge                                                                         | Ingen separat televoting          |
| 2010                              | Irland, Island, Rumænien, Polen, Slovenien                                            | Ingen separat televoting          |
| 2011                              | Holland, Irland, Island                                                               | Ingen separat televoting          |
| 2013                              | Frankrig, Irland, Island, Italien, Nordmakedonien, Serbien, Slovenien, Storbritannien | Ingen separat televoting          |
| 2018                              | Ungarn                                                                                | Island, Sverige, Ungarn           |
| 2019                              | Italien                                                                               | Modtog ikke 12 point              |

| Danmark har givet 12 point til | Danmark har givet 12 point til | Danmark har givet 12 point til |
| År                             | Jury                           | Televoting                     |
| ------------------------------ | ------------------------------ | ------------------------------ |
| 1978                           | Spanien                        | Ingen separat televoting       |
| 1979                           | Tyskland                       | Ingen separat televoting       |
| 1980                           | Irland                         | Ingen separat televoting       |
| 1981                           | Irland                         | Ingen separat televoting       |
| 1982                           | Tyskland                       | Ingen separat televoting       |
| 1983                           | Jugoslavien                    | Ingen separat televoting       |
| 1984                           | Sverige                        | Ingen separat televoting       |
| 1985                           | Norge                          | Ingen separat televoting       |
| 1986                           | Irland                         | Ingen separat televoting       |
| 1987                           | Tyskland                       | Ingen separat televoting       |
| 1988                           | Jugoslavien                    | Ingen separat televoting       |
| 1989                           | Sverige                        | Ingen separat televoting       |
| 1990                           | Schweiz                        | Ingen separat televoting       |
| 1991                           | Sverige                        | Ingen separat televoting       |
| 1992                           | Storbritannien                 | Ingen separat televoting       |
| 1993                           | Frankrig                       | Ingen separat televoting       |
| 1995                           | Sverige                        | Ingen separat televoting       |
| 1997                           | Storbritannien                 | Ingen separat televoting       |
| 1999                           | Island                         | Ingen separat televoting       |
| 2000                           | Island                         | Ingen separat televoting       |
| 2001                           | Frankrig                       | Ingen separat televoting       |
| 2002                           | Malta                          | Ingen separat televoting       |
| 2004                           | Sverige                        | Ingen separat televoting       |
| 2005                           | Norge                          | Ingen separat televoting       |
| 2006                           | Finland                        | Ingen separat televoting       |
| 2007                           | Sverige                        | Ingen separat televoting       |
| 2008                           | Island                         | Ingen separat televoting       |
| 2009                           | Norge                          | Ingen separat televoting       |
| 2010                           | Tyskland                       | Ingen separat televoting       |
| 2011                           | Irland                         | Ingen separat televoting       |
| 2012                           | Sverige                        | Ingen separat televoting       |
| 2013                           | Norge                          | Ingen separat televoting       |
| 2014                           | Sverige                        | Ingen separat televoting       |
| 2015                           | Sverige                        | Ingen separat televoting       |
| 2016                           | Ukraine                        | Sverige                        |
| 2017                           | Sverige                        | Sverige                        |
| 2018                           | Tyskland                       | Tyskland                       |
| 2019                           | Sverige                        | Norge                          |
| 2021                           | Schweiz                        | Island                         |
| 2022                           | Grækenland                     | Ukraine                        |
| 2023                           | Sverige                        | Finland                        |
| 2024                           | Schweiz                        | Kroatien                       |
| 2025                           | Letland                        | Sverige                        |

### Flest point til og fra - alle lande
NB: Kun point givet i finalerne er talt med.
| Danmark har givet point til | Danmark har givet point til | Danmark har givet point til |
| Placering                   | Land                        | Point                       |
| --------------------------- | --------------------------- | --------------------------- |
| 1                           | Sverige                     | 428                         |
| 2                           | Norge                       | 209                         |
| 3                           | Tyskland                    | 194                         |
| 4                           | Storbritannien              | 170                         |
| 5                           | Schweiz                     | 149                         |
| 6                           | Irland                      | 146                         |
| 7                           | Island                      | 141                         |
| 8                           | Frankrig                    | 115                         |
| 9                           | Østrig                      | 108                         |
| 10                          | Holland                     | 106                         |
| 11                          | Belgien                     | 92                          |
| 12                          | Finland                     | 91                          |
| 13                          | Ukraine                     | 81                          |
| 14                          | Israel                      | 74                          |
| 15                          | Australien                  | 72                          |
| 16                          | Estland                     | 71                          |
| 17                          | Cypern                      | 68                          |
| =                           | Malta                       | 68                          |
| 19                          | Tyrkiet                     | 58                          |
| 20                          | Jugoslavien                 | 53                          |
| 21                          | Italien                     | 52                          |
| 22                          | Letland                     | 51                          |
| 23                          | Bosnien-Hercegovina         | 49                          |
| 24                          | Grækenland                  | 45                          |
| 25                          | Spanien                     | 43                          |
| 26                          | Rusland                     | 42                          |
| 27                          | Litauen                     | 41                          |
| 28                          | Luxembourg                  | 37                          |
| =                           | Portugal                    | 37                          |
| 30                          | Rumænien                    | 28                          |
| 31                          | Bulgarien                   | 27                          |
| =                           | Polen                       | 27                          |
| 33                          | Moldova                     | 24                          |
| 34                          | Kroatien                    | 20                          |
| 35                          | Aserbajdsjan                | 19                          |
| 36                          | Albanien                    | 16                          |
| =                           | Monaco                      | 16                          |
| 38                          | Ungarn                      | 14                          |
| 39                          | Nordmakedonien              | 10                          |
| 40                          | Serbien                     | 8                           |
| 41                          | Armenien                    | 7                           |
| =                           | Serbien og Montenegro       | 7                           |
| =                           | Slovenien                   | 7                           |
| 44                          | Tjekkiet                    | 6                           |
| 45                          | San Marino                  | 5                           |
| 46                          | Andorra                     | 0                           |
| =                           | Georgien                    | 0                           |
| =                           | Hviderusland                | 0                           |
| =                           | Marokko                     | 0                           |
| =                           | Montenegro                  | 0                           |
| =                           | Slovakiet                   | 0                           |

| Danmark har modtaget point fra | Danmark har modtaget point fra | Danmark har modtaget point fra |
| Placering                      | Land                           | Point                          |
| ------------------------------ | ------------------------------ | ------------------------------ |
| 1                              | Norge                          | 221                            |
| 2                              | Sverige                        | 214                            |
| 3                              | Island                         | 200                            |
| 4                              | Storbritannien                 | 155                            |
| 5                              | Holland                        | 142                            |
| 6                              | Irland                         | 127                            |
| 7                              | Tyskland                       | 119                            |
| 8                              | Frankrig                       | 111                            |
| 9                              | Israel                         | 109                            |
| 10                             | Finland                        | 101                            |
| 11                             | Østrig                         | 94                             |
| 12                             | Belgien                        | 90                             |
| 13                             | Spanien                        | 83                             |
| 14                             | Estland                        | 81                             |
| =                              | Slovenien                      | 81                             |
| 16                             | Italien                        | 77                             |
| 17                             | Letland                        | 70                             |
| 18                             | Portugal                       | 64                             |
| 19                             | Ungarn                         | 59                             |
| 20                             | Polen                          | 58                             |
| 21                             | Malta                          | 53                             |
| 22                             | Cypern                         | 49                             |
| 23                             | Schweiz                        | 40                             |
| 24                             | Grækenland                     | 39                             |
| 25                             | Luxembourg                     | 37                             |
| 26                             | Rumænien                       | 36                             |
| 27                             | Rusland                        | 34                             |
| 28                             | Litauen                        | 31                             |
| 29                             | Kroatien                       | 29                             |
| 30                             | Australien                     | 27                             |
| =                              | Georgien                       | 27                             |
| 32                             | Tyrkiet                        | 25                             |
| 33                             | Serbien                        | 24                             |
| 34                             | Nordmakedonien                 | 21                             |
| =                              | Ukraine                        | 21                             |
| 36                             | Montenegro                     | 19                             |
| 37                             | Tjekkiet                       | 16                             |
| 38                             | Hviderusland                   | 15                             |
| =                              | Moldova                        | 15                             |
| 40                             | San Marino                     | 13                             |
| =                              | Slovakiet                      | 13                             |
| 42                             | Monaco                         | 11                             |
| 43                             | Armenien                       | 10                             |
| 44                             | Aserbajdsjan                   | 9                              |
| =                              | Bulgarien                      | 9                              |
| 46                             | Andorra                        | 8                              |
| =                              | Bosnien-Hercegovina            | 8                              |
| 48                             | Jugoslavien                    | 7                              |
| 49                             | Albanien                       | 3                              |
| 50                             | Marokko                        | 2                              |
| 51                             | Serbien og Montenegro          | 0                              |

## Vært
| År   | By        | Scene              | Værter                                   |
| ---- | --------- | ------------------ | ---------------------------------------- |
| 1964 | København | Tivolis Koncertsal | Lotte Wæver                              |
| 2001 | København | Parken             | Natasja Crone & Søren Pilmark            |
| 2014 | København | B&W Hallerne       | Nikolaj Koppel, Lise Rønne & Pilou Asbæk |

## Kommentatorer og jurytalsmænd
| År   | Kommentator                           | Jurytalsmand        |
| ---- | ------------------------------------- | ------------------- |
| 1956 | Jens Frederik Lawaetz                 | Deltog ikke         |
| 1957 | Gunnar "Nu" Hansen                    | Svend Pedersen      |
| 1958 | Gunnar "Nu" Hansen                    | Svend Pedersen      |
| 1959 | Volmer-Sørensen                       | Svend Pedersen      |
| 1960 | Volmer-Sørensen                       | Svend Pedersen      |
| 1961 | Volmer-Sørensen                       | Ole Mortensen       |
| 1962 | Skat Nørrevig                         | Ole Mortensen       |
| 1963 | Ole Mortensen                         | Ukendt              |
| 1964 | Ingen Kommentator                     | Pedro Biker         |
| 1965 | Skat Nørrevig                         | Claus Toksvig       |
| 1966 | Skat Nørrevig                         | Claus Toksvig       |
| 1967 | Ingen udsendelse                      | Deltog ikke         |
| 1968 | Ingen udsendelse                      | Deltog ikke         |
| 1969 | Ingen udsendelse                      | Deltog ikke         |
| 1970 | Ingen udsendelse                      | Deltog ikke         |
| 1971 | Ingen udsendelse                      | Deltog ikke         |
| 1972 | Ingen udsendelse                      | Deltog ikke         |
| 1973 | Ingen udsendelse                      | Deltog ikke         |
| 1974 | Claus Toksvig                         | Deltog ikke         |
| 1975 | Claus Toksvig                         | Deltog ikke         |
| 1976 | Claus Toksvig                         | Deltog ikke         |
| 1977 | Claus Toksvig                         | Deltog ikke         |
| 1978 | Jørgen de Mylius                      | Bent Henius         |
| 1979 | Jørgen de Mylius                      | Bent Henius         |
| 1980 | Jørgen de Mylius                      | Bent Henius         |
| 1981 | Jørgen de Mylius                      | Bent Henius         |
| 1982 | Jørgen de Mylius                      | Hans Otto Bisgaard  |
| 1983 | Jørgen de Mylius                      | Bent Henius         |
| 1984 | Jørgen de Mylius                      | Bent Henius         |
| 1985 | Jørgen de Mylius                      | Bent Henius         |
| 1986 | Jørgen de Mylius                      | Bent Henius         |
| 1987 | Jørgen de Mylius                      | Bent Henius         |
| 1988 | Jørgen de Mylius                      | Bent Henius         |
| 1989 | Jørgen de Mylius                      | Bent Henius         |
| 1990 | Jørgen de Mylius                      | Bent Henius         |
| 1991 | Camilla Miehe-Renard                  | Bent Henius         |
| 1992 | Jørgen de Mylius                      | Bent Henius         |
| 1993 | Jørgen de Mylius                      | Bent Henius         |
| 1994 | Jørgen de Mylius                      | Deltog ikke         |
| 1995 | Jørgen de Mylius                      | Bent Henius         |
| 1996 | Jørgen de Mylius                      | Deltog ikke         |
| 1997 | Hans Otto Bisgaard                    | Bent Henius         |
| 1998 | Keld Heick                            | Deltog ikke         |
| 1999 | Keld Heick                            | Kirsten Siggaard    |
| 2000 | Keld Heick                            | Michael Teschl      |
| 2001 | Hans Otto Bisgaard                    | Gry Johansen        |
| 2002 | Keld Heick                            | Signe Svendsen      |
| 2003 | Jørgen de Mylius                      | Deltog ikke         |
| 2004 | Jørgen de Mylius                      | Camilla Ottesen     |
| 2005 | Jørgen de Mylius                      | Gry Johansen        |
| 2006 | Mads Vangsø & Adam Duvå Hall          | Jørgen de Mylius    |
| 2007 | Søren Nystrøm Rasted & Adam Duvå Hall | Susanne Georgi      |
| 2008 | Nicolai Molbech                       | Maria Montell       |
| 2009 | Nicolai Molbech                       | Felix Smith         |
| 2010 | Nicolai Molbech                       | Bryan Rice          |
| 2011 | Ole Tøpholm                           | Lise Rønne          |
| 2012 | Ole Tøpholm                           | Louise Wolff        |
| 2013 | Ole Tøpholm                           | Sofie Lassen-Kahlke |
| 2014 | Ole Tøpholm                           | Sofie Lassen-Kahlke |
| 2015 | Ole Tøpholm                           | Basim               |
| 2016 | Ole Tøpholm                           | Ulla Essendrop      |
| 2017 | Ole Tøpholm                           | Ulla Essendrop      |
| 2018 | Ole Tøpholm                           | Ulla Essendrop      |
| 2019 | Ole Tøpholm                           | Rasmussen           |
| 2021 | Henrik Milling & Nicolai Molbech      | Tina Müller         |
| 2022 | Henrik Milling & Nicolai Molbech      | Tina Müller         |
| 2023 | Nicolai Molbech                       | Tina Müller         |
| 2024 | Ole Tøpholm                           | Stéphanie Surrugue  |
| 2025 | Ole Tøpholm                           | Sara Bro            |

## Galleri
- DQ i Helsinki (2007)
- Simon Mathew i Beograd (2008)
- A Friend in London i Düsseldorf (2011)
- Emmelie de Forest i Malmö (Eurovision Song Contest 2013)
- Sissal i Basel (2025)